# Marijana Šeremešić
Marijana Šeremešić r. Šuvak (Monoštor, 31. kolovoza 1969.) je hrvatska glazbenica, književnica i kulturna djelatnica iz Monoštora, Vojvodina, Srbija.  Okušala se i u skladanju.
Počimalja je u hrvatskom folklornom sastavu Kraljice Bodroga s kojim je pjevala na dva albuma, Alaj piva Šokica i Faljen Isus, Divice!. Na rad Kraljica Bodroga najviše je utjecala Monoštorka Katica Pašić koja im je prenijela i najveći dio glazbenoga repertoara, a danas skupinu vodi Marijana Šeremešić. Voditeljica je na manifestacijama KUDH Bodrog Večer šokačkog divana u Monoštoru manifestacije povodom seoske proslave „Zavitnog dana". Voditeljica je i animatorica djece u župi Monoštoru s Anitom Đipanov.
Svoja djela čitala je na različitim manifestacijama i književnim večerima, a govorenjem svoje poezije na manifestacijama bavi se i danas: Večer ikavice u Stanišiću, Večer šokačkog divana u Monoštoru